# Mariaster giganteus
Mariaster giganteus är en sjöstjärneart som först beskrevs av Shoji Goto 1914.  Mariaster giganteus ingår i släktet Mariaster och familjen ledsjöstjärnor. Inga underarter finns listade i Catalogue of Life.